# United States Geological Survey

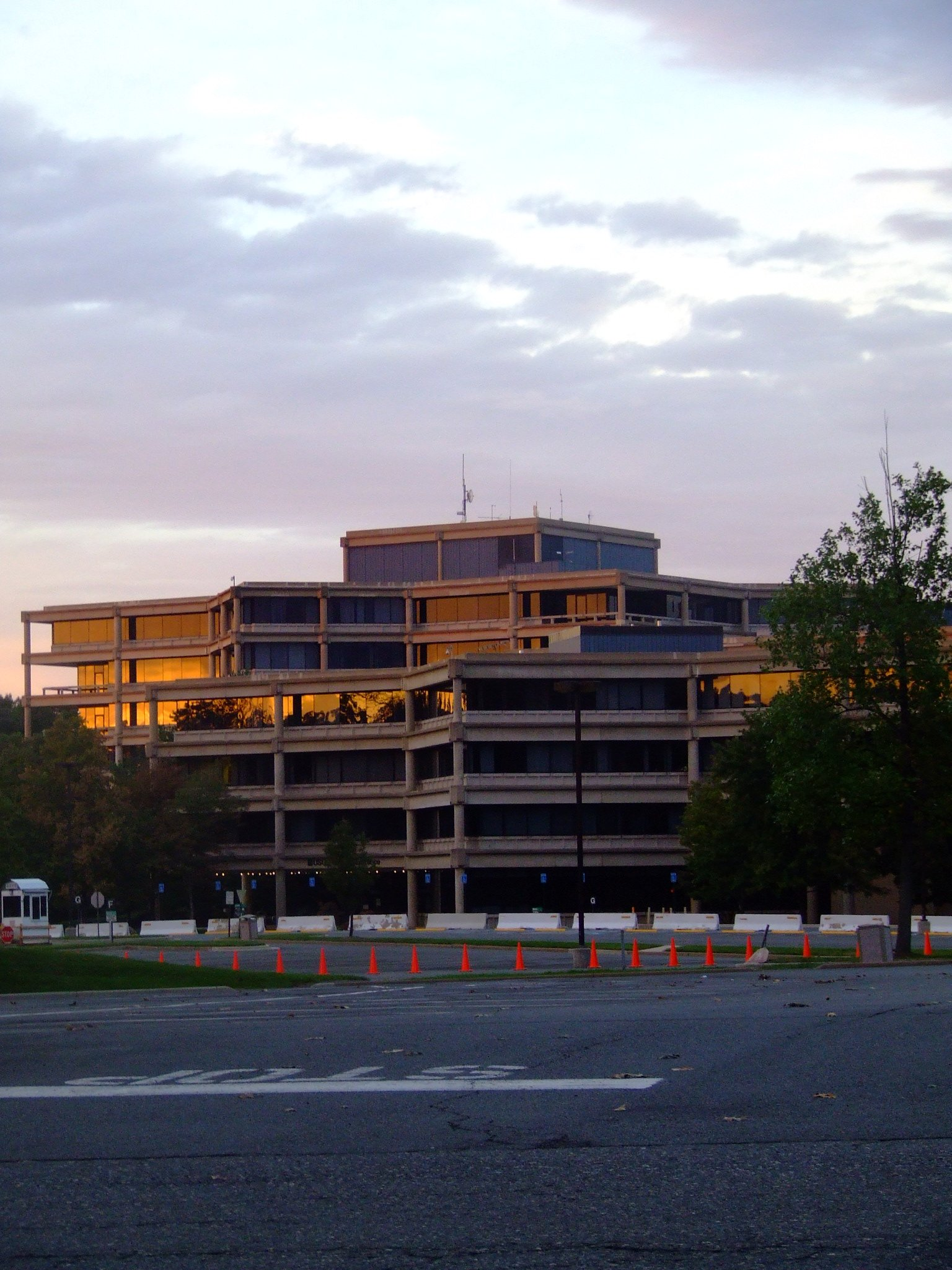
USGS-Hauptsitz in Reston, Virginia

Der United States Geological Survey (USGS) ist eine wissenschaftliche Behörde im Geschäftsbereich des Innenministeriums der Vereinigten Staaten. Der USGS ist das wichtigste Institut der Vereinigten Staaten für die amtliche Kartografie.

## Agenden
Die Wissenschaftler des USGS untersuchen die Landschaften und geologische Strukturen der Vereinigten Staaten und auch anderer Länder, ihre Ressourcen und die Naturkatastrophen, die sie bedrohen.
Die vier Hauptbetätigungsfelder sind:
- Wasser
- Geologie
- Geographie
- Biologie[3]

Die Arbeit stützte sich zu Beginn auf traditionell terrestrische Untersuchungen, doch seit den 1960er-Jahren zunehmend auch auf Messflugzeuge (z. B. Aerophysik, Aerofotogrammetrie) und auf Erdbeobachtungssatelliten, für die auch technische Systeme entwickelt werden.
Seit seiner Gründung am 3. März 1879 ist der USGS eine unabhängige Forschungsorganisation ohne Regulierungsverantwortlichkeiten. Von 1962 an beteiligt sich der USGS sowohl an der Erforschung als auch der Erstellung von Karten der Erde, des Mondes und der Planeten.
Der USGS ist die einzige wissenschaftliche Behörde des US-Innenministeriums und beschäftigt 8670 Mitarbeiter (2009). Der Sitz ist Reston (Virginia), weitere wichtige Büros existieren in Denver, Colorado und in Menlo Park, Kalifornien.
Die Organisation ist wie die NOAA Mitglied der Internationalen Charta für Weltraum und Naturkatastrophen.
Das Motto lautet “science for a changing world.” (englisch für ‚Wissenschaft für eine sich verändernde Welt‘). Zu den am längsten laufenden Projekten des US Geological Survey gehören Untersuchungen an der San-Andreas-Verwerfung. Insbesondere Vermessungen im kalifornischen Örtchen Parkfield, das 1857 das Epizentrum des Fort-Tejon-Erdbebens war, sollen dazu beitragen, die Vorhersage von Erdbeben zu verbessern.
Im Sommer 2006 beteiligte sich die Organisation zusammen mit der Indian Directorate General of Hydrocarbons (DGH) an der Erforschung von Gashydraten im Indischen Ozean.
Zudem betreibt die Behörde das National Wildlife Health Center (NWHC), eine Forschungseinrichtung, die sich mit der Erforschung von Krankheiten bei wildlebenden Tieren befasst.

## Publikationen
Die Behörde publiziert die amtliche Karte der Vereinigten Staaten und ist bekannt für die Benutzung des Maßstabes 1 : 24.000. Dieses Kartenwerk heißt auf Englisch 7.5-minute topographic quadrangle series. Es wird auch für die Kartografierung von Planeten und Monden des Sonnensystems verwendet.
Außerdem stellt der USGS die Online-Datenbank Geographic Names Information System (GNIS) bereit, ein öffentlich zugängliches elektronisches Ortslexikon.

## Liste der Direktoren
- 1879–1881 Clarence King
- 1881–1894 John Wesley Powell

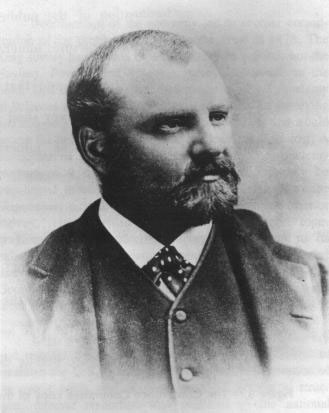
Clarence King, erster Direktor des USGS

- 1894–1907 Charles Doolittle Walcott
- 1907–1930 George Otis Smith
- 1930–1943 Walter Curran Mendenhall
- 1943–1956 William Embry Wrather
- 1956–1965 Thomas Brennan Nolan
- 1965–1971 William Thomas Pecora
- 1971–1978 Vincent Ellis McKelvey
- 1978–1981 Henry William Menard
- 1981–1993 Dallas Lynn Peck
- 1994–1997 Gordon P. Eaton
- 1998–2005 Charles G. Groat
- 2006–2009 Mark Myers
- 2009–2013 Marcia McNutt
- 2013–2017 Suzette Kimball
- seit 2018: James F. Reilly

## Sonstiges
Das Budget für das Fiskaljahr 2013 betrug 1,103 Milliarden US-Dollar davon unter anderem 153,7 Millionen US-Dollar für den Bereich Klimawandel, 144,8 Millionen US-Dollar für den Bereich Georisiken, 44 Millionen US-Dollar für die Energiewende sowie 209,8 Millionen US-Dollar für die Erkundung von Wasserressourcen.
In Reston befindet sich das Museum des USGS, in dem neben zahlreichen Porträts der Direktoren und historischen Ausrüstungsgegenständen auch ein Geländewagen der US-Geologen, Ford Modell A aus den 1930er Jahren ausgestellt wird.